# Josei
Josei manga (女性? lit. "femeie," pronunțat [dʑosei]), cunoscut și ca "domnișoare" (レディース redīsu?) sau "benzi desenate pentru domnișoare" (レディコミ redikomi?), este un termen care se referă la un demografic țintă pentru seriile manga creat în special de femei pentru o audiență de femei adolescente sau adulte. Echivalentul masculin al josei este seinen. În Japoneză, cuvântul josei înseamnă "femelă" și nu are nici o conotație legată de manga. Serii manga categorisite ca aparținând acestui gen au capătat o reputație de a fi destinate unor persoane inculte, și termenul josei a fost creat pentru a i se înlătura această imagine.
Intrigile unei astfel de manga tind să fie despre viața de zi cu zi a unei femei din Japonia. Deși sunt unele care se referă la viața în liceu,  majoritatea urmăresc viața unor femei adulte. Stilul pare să fie o versiune mai temperată și mai realistică a shōjo, păstrând unele trăsături dar renunțând la "ochi mari sclipitori". Sunt unele excepții ale stilului descris mai sus, dar ceea ce definește josei este o continuitate în gradul stilistic al benzii desenate în interiorul demograficului (acelaș lucru este adevarat și pentru alte demografice care au tendințe stilistice diferite).
Josei prezintă povești romantice mai realistice, lucru opus față de poveștile romantice ideale ale seriilor manga shōjo. Un exemplu bine cunoscut de Josei este Honey and Clover. Un subset al josei sunt benzile desenate adresate femeilor, ce cuprind povești despre relații de homosexualitate masculină, asemanator, dar nu a fi confunat cu–yaoi. Josei tinde să aibă un conținut explicit și să conțină o desfășurare a acțiunii într-un ritm mai matur.

## Listă de serii manga Josei
- Shigatsu wa Kimi no Uso (Your Lie in April)
- Bara no Tame ni
- Blue
- Deep Love
- DOLL
- Genju no Seiza
- Gokusen
- Happy Mania
- Honey and Clover
- I.S.
- Legend of Chun Hyang
- Love My Life
- Midnight Secretary
- Musashi #9
- Night of the Beasts
- Nodame Cantabile
- Papa Told Me
- Papa to Kiss in the Dark
- Paradise Kiss
- Pet Shop of Horrors
- Pietà
- Planet Ladder
- Princess Prince
- Sazae-san
- Suppli
- Tramps Like Us
- Usagi Drop
- Vampire Girl
- With the Light